# Marie Joseph Chalier
Marie Joseph Chalier (ur. w 1747 w Beaulard, zm. 17 lipca 1793 w Lyonie) – francuski działacz polityczny okresu rewolucji francuskiej.
Był synem prawnika. W młodości wstąpił do nowicjatu dominikanów, nie złożył jednak ślubów zakonnych. Pracował jako prywatny nauczyciel, następnie został kupcem w Lyonie i podróżował w celach handlowych po krajach śródziemnomorskich. W 1789 z entuzjazmem poparł wybuch rewolucji francuskiej – brał udział w zdobyciu Bastylii i działał jako radykalny publicysta. Następnie wrócił z Paryża do Lyonu i został tam jednym z przywódców sankiulotów. W 1790 wszedł do rewolucyjnej rady miasta. Zasiadał w komisji handlu i przemysłu, następnie był sędzią trybunału handlowego; w 1791 zawieszony w funkcji pod zarzutem jej nadużywania, udał się ponownie do Paryża w celu apelowania od tej decyzji. Po 10 sierpnia 1792, gdy do władzy w departamencie, do którego należał Lyon, doszli żyrondyści z kręgu Rolanda, Chalier stanął na czele sankiulockiej opozycji wobec umiarkowanych. Głosił hasła płacy minimalnej, zakazu prywatnego handlu zbożem oraz nacjonalizacji młynów. Do jesieni 1792 zwolennicy Chaliera, posługującego się w publicznych wystąpieniach retoryką naśladującą Marata, zdobyli w mieście znaczne poparcie. Chalier przegrał wybory na mera, lecz jego zwolennicy osiągnęli większość w radzie miejskiej.
Sankiuloci kierowani przez Chaliera podjęli następnie działania na rzecz ustanowienia w mieście trybunału rewolucyjnego i postawienia przed nim miejscowych żyrondystów. Konflikty między żyrondystami, sankiulotami i rojalistami doprowadziły do skierowania do miasta komisarzy Konwentu, którzy doprowadzili do wyboru nowego mera, Antoine'a Bertranda, zwolennika Chaliera. Umożliwiło to temu ostatniemu objęcie kontroli nad miastem. Chalier przyczynił się do wprowadzenia pospolitego ruszenia (armia rewolucyjne), finansowanego z podatków obywateli, wzmocnienia pozycji klubu jakobinów oraz powołania lokalnego komitetu ocalenia publicznego. Zwolennicy Chaliera, zainspirowani rozwiązaniami przyjętymi w Paryżu, wprowadzili w życie także dekret o cenach maksymalnych, zakazie spekulacji zbożem, permanencję obrad sekcji, zmienili gwardię narodową w armię rewolucyjną, z którą miały współpracować obywatelskie komitety bezpieczeństwa. Wymuszono również 6 mln kontrybucji od najbogatszych mieszkańców miasta, które miały sfinansować ten ostatni projekt. Równocześnie Chalier nie zdołał poprawić sytuacji najbiedniejszych obywateli w mieście, co wcześniej deklarował, w rezultacie tracąc dawne poparcie.
Chalier został obalony w czasie powstania żyrondystów i rojalistów, następnie aresztowany, osądzony i stracony. W czasie jego egzekucji gilotyna uległa awarii: trzykrotne opuszczenie ostrza nie doprowadziło do śmierci skazańca, który został przez kata dobity nożem.
Powstanie w Lyonie i śmierć Chaliera skłoniły Konwent Narodowy do podjęcia akcji represyjnej przeciwko miastu, której ofiarą padło ok. 2000 osób. Osoba Chaliera stała się również obiektem świeckiego kultu jako "męczennik rewolucji".